# Fužine, Primorsko-goranska županija
Fužine (izg. Fužíne) so naselje na Hrvaškem, upravno središče občine Fužine, ki spada v Primorsko-goransko županijo.

## Zemljepis
Fužine, mestece ob robu Ličkega polja v osrednjem delu Gorskega kotarja, so občinsko središče in turistični kraj s klimatskim zdraviliščem. Ležijo ob elektrificirani železniški progi in avtocesti Zagreb–Reka na nadmorski višini okoli 730 m. Kraj obdajajo gozdnati vrhovi Bitoraj (1385 m), Viševica (1428 m), Tuhobić (1106 m) in Preradovićev vrh (885 m).
V okolici Fužin ležijo tri akumulacijska jezera – Bajer, Lepenica in manjše Potkoš – ter za obisk urejena jama Vrelo, dolga 310 m.

## Zgodovina
Naselje je nastalo v 17. stoletju, ko so tu Zrinski pričeli z rudarjenjem in postavili fužino. Rudarjenje je bilo kmalu opuščeno, Fužinam pa je iz tega časa ostalo ime.
V kraju stoji župnijska cerkev sv. Antona Padovanskega, postavljena leta 1833.

## Demografija
|  | 1100 | 1325 | 1252 | 1331 | 1308 | 1071 | 1042 | 909  | 811  | 971  | 844  | 828  | 805  | 740  | 814  | 685  | 597  |
|  | 1857 | 1869 | 1880 | 1890 | 1900 | 1910 | 1921 | 1931 | 1948 | 1953 | 1961 | 1971 | 1981 | 1991 | 2001 | 2011 | 2021 |

### Občina Fužine
Pod Občino Fužine spada poleg istoimenskega mesta še pet naselij: Belo Selo, Benkovac Fužinski, Lič, Slavica in Vrata. Nekdaj samostojna naselja Banovina, Pirovište in Potkobiljak so danes pripojena Liču.
|  | 3492 | 3837 | 3651 | 4093 | 4142 | 3539 | 3188 | 2966 | 2521 | 2907 | 2793 | 2443 | 2271 | 2000 | 1855 | 1592 | 1394 |
|  | 1857 | 1869 | 1880 | 1890 | 1900 | 1910 | 1921 | 1931 | 1948 | 1953 | 1961 | 1971 | 1981 | 1991 | 2001 | 2011 | 2021 |

## Znane osebnosti
- Franjo Rački (1828–1894), duhovnik, zgodovinar in kulturni delavec, ustanovitelj JAZU
- Krešo Golik (1922–1996), filmski režiser
- Viktor Bubanj (1918–1972), partizan in vojaški pilot, narodni heroj